# سیدآباد (سقز)
سیدآباد (سقز)، روستایی از توابع بخش زیویه شهرستان سقز در استان کردستان ایران است.

## جمعیت
این روستا در دهستان صاحب قرار دارد و براساس سرشماری مرکز آمار ایران در سال ۱۳۸۵، جمعیت آن زیر سه خانوار بوده‌است.